# جيدالي
جيدالي هي بلدة في مقاطعة قوم قورغان في ولاية صرخنداريا في أوزبكستان.